# Brian McFadden
Brian Nicholas McFadden (født 12. april 1980 i Artane i Dublin i Irland) er en irsk sanger og sangskriver.
McFadden er mest kendt som medlem af boybandet Westlife. Han forlod gruppen den 9. marts 2004 til fordel for et soloprojekt og for at holde bedre kontakt med sin familie, som i mange år havde lidt under hans mange turneer rundt om i verden. Mens han var medlem af Westlife kaldte han sig for Bryan McFadden, men ændrede igen navnet til dåbsnavnet Brian McFadden.
Han udgav sin debutsingel «Real to Me» i september 2004, og den fik en førsteplads på den britiske hitliste. Hans anden single, «Irish Son», kom i november 2004 og nåede en 6. plads på den britiske liste. Mens hans album «Irish Son» kun nåede en 30. plads.
Videoen for «Irish Son» skabte en del kontrovers, fordi den viste en Christian Brothers skole i Sutton og sangteksten antydede, at McFadden var blevet psykisk mishandlet der, selv om han aldrig havde gået i sådan en skole. Sangen kritiserede det greb, som den katolske kirke havde haft på det irske samfund.
McFadden var gift med Kerry Katona fra pigegruppen Atomic Kitten i 2002. Ægteparret har to børn, Molly og Lilly Sue, men de annoncerede i september 2004, at de skulle separeres. Det blev de to år senere.
I august 2004 indspillede han duetten «Almost Here» med den australske sanger og skuespiller Delta Goodrem, og i december samme år kom de sammen. «Almost Here» nåede en tredjeplads på hitlisterne i Storbritannien i februar 2005 og en førsteplads i Australien nogle uger senere. Sommeren 2005 turnerede de sammen på hendes "Visualise Tour", hvor de sang «Almost Here» og «Flying Without Wings» (som han havde indspillet med Westlife). Den 1. april 2011 udsendte de par en pressemeddelelse om at de med stor sorg gik fra hinanden.

## Diskografi
- Irish Son (2004)
- Set In Stone (2008)
- Wall Of Soundz (2010)
- The Irish Connection (2013)